# Dmytro Timashov
Dmytro „Dima“ Timashov (ukrainisch Дмитро Тимашов / Dmytro Tymaschow; * 1. Oktober 1996 in Kirowohrad) ist ein schwedisch-ukrainischer Eishockeyspieler, der seit August 2025 bei Admiral Wladiwostok aus der Kontinentalen Hockey-Liga (KHL) unter Vertrag steht und dort auf der Position des Flügelstürmers spielt. Zuvor absolvierte Timashov unter anderem 45 Spiele für die Toronto Maple Leafs, Detroit Red Wings und New York Islanders in der National Hockey League (NHL).

## Karriere

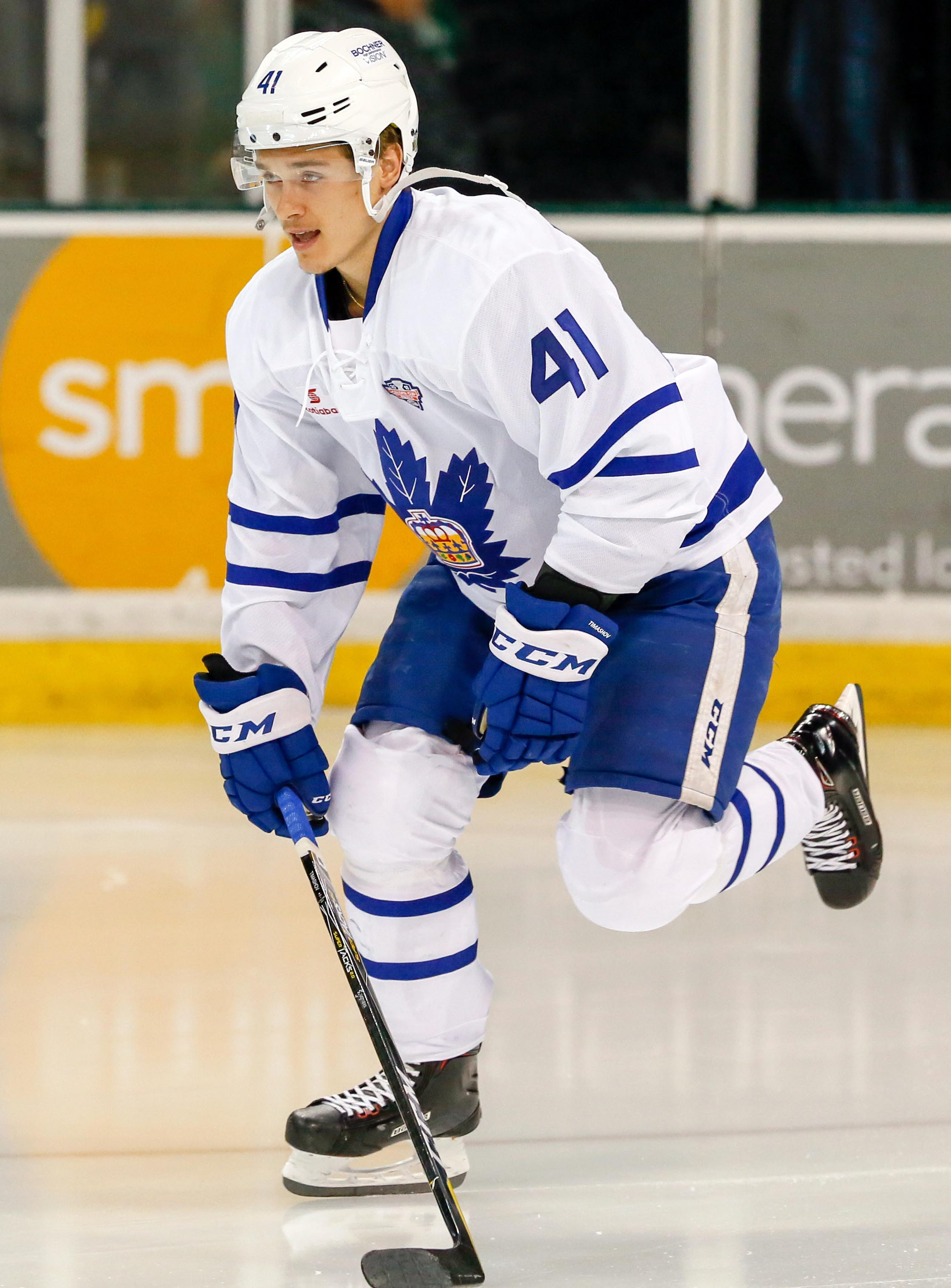
Timashov im Trikot der Toronto Marlies (2018)

Dmytro Timashov, in der Ukraine geboren, stammt aus dem Nachwuchs des Sollentuna HC. Über den Nacka HK und die SDE HF kam er im Dezember 2011 zur Djurgårdens IF, für deren U16-, U18- und U20-Mannschaft er bis Januar 2013 aktiv war. Mit der U16-Mannschaft des Vereins gewann er 2012 die Meisterschaft der Altersklasse. Im Januar 2013 wechselte er innerhalb der J20 SuperElit, der höchsten U20-Spielklasse Schwedens, zu MODO Hockey und gewann am Saisonende die Vizemeisterschaft der Unter-Zwanzig-Jährigen.
Während der Saison 2013/14 gab Timashov sein Profidebüt in der Svenska Hockeyligan (SHL), der höchsten schwedischen Liga, kam parallel aber weiter im U20-Team zum Einsatz. Zudem erhielt er eine Spiellizenz für den zweitklassig spielenden Verein Mora IK. Nach einem weiteren Leiheinsatz beim IF Björklöven wechselte Timashov zur Saison 2014/15 nach Kanada zu den Remparts de Québec aus der Ligue de hockey junior majeur du Québec (LHJMQ), die ihn beim CHL Import Draft 2014 in der zweiten Runde an Gesamtposition 95 gezogen hatten. Dort erzielte er in seiner ersten Saison die meisten Punkte (90) und Assists (71) aller Rookies und wurde mit der Coupe RDS sowie der Trophée Michel Bergeron als bester Rookie bzw. bester offensiver Rookie ausgezeichnet. Zudem wurde er ins All-Rookie Team gewählt und nahm mit den Remparts als gastgebende Mannschaft am Memorial Cup 2015 teil. Im anschließenden NHL Entry Draft 2015 wählten ihn die Toronto Maple Leafs an 125. Position aus. Im Januar 2016 wechselte Timashov innerhalb der LHJMQ zu den Cataractes de Shawinigan, die im Gegenzug drei Draftrechte nach Québec transferierten.
Mit Beginn der Spielzeit 2016/17 wechselte der Angreifer in die Organisation der Maple Leafs und kommt dort vorerst bei deren Farmteam, den Toronto Marlies, in der American Hockey League zum Einsatz. Mit den Marlies gewann er am Ende der Saison 2017/18 die Playoffs um den Calder Cup. Nach einer weiteren Saison bei den Marlies debütierte der Stürmer zu Beginn der Saison 2019/20 bei den Maple Leafs in der National Hockey League. Als er jedoch im Februar 2020 über den Waiver erneut in die AHL geschickt werden sollte, übernahmen die Detroit Red Wings seinen Vertrag. In Detroit beendete er die Spielzeit 2019/20, ohne anschließend einen weiterführenden Vertrag zu erhalten. Seither hat er den Status eines Restricted Free Agent, während die Red Wings die Rechte an ihm im Dezember 2020 ohne weitere Gegenleistung an die New York Islanders abgaben. Mit den Isles einigte er sich schließlich im Januar 2021 auf einen neuen Einjahresvertrag. Dieser wurde im September 2021 um ein Jahr verlängert, allerdings nur einen Monat später wieder aufgelöst. Timashov wechselte daraufhin zu Brynäs IF in die SHL.
Bei Brynäs verbrachte der Stürmer zwei Spielzeiten. Allerdings stieg er mit der Mannschaft im Frühjahr 2023 in die Allsvenskan ab, woraufhin sein Vertrag nicht verlängert wurde. In der Folge erhielt Timashov zunächst eine Einladung ins Trainingslager der New York Islanders, konnte sich dort aber für keinen Vertrag empfehlen. Ende Oktober 2023 wurde er schließlich vom HC Ajoie aus der Schweizer National League. Der dortige Vertrag galt vorerst für zwei Monate bis zum Jahresende mit der Option auf eine Verlängerung. Die Option wurde schließlich gezogen, sodass der Ukrainer 35 Partien absolvierte. Im Juli 2024 wechselte Timashov zum HK Sotschi aus der Kontinentalen Hockey-Liga (KHL). Bis zur Vertragsauflösung im Dezember desselben Jahres kam er auf 22 Einsätze für den Klub. Anfang Januar 2025 erhielt der Stürmer einen Kurzzeitvertrag beim Genève-Servette HC aus der Schweizer National League bis zum Saisonende und kehrte danach in die KHL zurück. Dort sicherte sich Admiral Wladiwostok im August 2025 seine Dienste.

### International
Dmytro Timashov vertrat Schweden bei der World U-17 Hockey Challenge 2013, wo er die Goldmedaille gewann und in sechs Spielen drei Assists beisteuerte. Auf U20-Niveau debütierte er bei der U20-Junioren-Weltmeisterschaft 2016, bei der er mit der Mannschaft den vierten Platz belegte. In der schwedischen A-Nationalmannschaft debütierte er im Verlauf der Saison 2021/22 auf der Euro Hockey Tour.

## Erfolge und Auszeichnungen
| - 2012 Schwedischer U16-Meister mit der Djurgårdens IF - 2013 Schwedischer U20-Vizemeister mit MODO Hockey - 2015 Coupe RDS | - 2015 Trophée Michel Bergeron - 2015 LHJMQ All-Rookie Team - 2018 Calder-Cup-Gewinn mit den Toronto Marlies |

### International
- 2013 Goldmedaille bei der World U-17 Hockey Challenge

## Karrierestatistik
Stand: Ende der Saison 2024/25

### International
Vertrat Schweden bei:
- World U-17 Hockey Challenge 2013
- Ivan Hlinka Memorial Tournament 2013
- U20-Junioren-Weltmeisterschaft 2016

(Legende zur Spielerstatistik: Sp oder GP = absolvierte Spiele; T oder G = erzielte Tore; V oder A = erzielte Assists; Pkt oder Pts = erzielte Scorerpunkte; SM oder PIM = erhaltene Strafminuten; +/− = Plus/Minus-Bilanz; PP = erzielte Überzahltore; SH = erzielte Unterzahltore; GW = erzielte Siegtore; 1 Play-downs/Relegation; Kursiv: Statistik nicht vollständig)